# سوي جيان
سوي جيان (بالصينية: 崔健) هو مغني وكاتب أغاني وعازف قيثارة وموسيقي وملحن ومخرج وممثل صيني، ولد في 2 أغسطس 1961 في الصين. من الجوائز التي نالها جوائز الأمير كلاوس.

## جوائز
- جوائز الأمير كلاوس

## وصلات خارجية
- سوي جيان على موقع IMDb (الإنجليزية)
- سوي جيان على موقع ألو سيني (الفرنسية)
- سوي جيان على موقع ميوزك برينز (الإنجليزية)
- سوي جيان على موقع أول موفي (الإنجليزية)
- سوي جيان على موقع ديسكوغز (الإنجليزية)
- سوي جيان على موقع قاعدة بيانات الفيلم (الإنجليزية)
- سوي جيان على موقع كينوبويسك (الروسية)